# Petit Mont (Arzon)
Le Petit Mont est un des promontoires de la côte méridionale de la presqu'île de Rhuys, sur la commune d'Arzon, dans le département du Morbihan. 

## Géographie et géologie
Le Petit Mont est un promontoire situé sur la côte méridionale de la presqu'île de Rhuys (commune d'Arzon). Proche de l'entrée du golfe du Morbihan, il fait face à l'île de Houat. La vue depuis son sommet permet d'embrasser quasiment toute la baie de Quiberon. C'est aussi un site géologique d'intérêt départemental pour sa pétrographie et sa tectonique.

## Histoire
Le site abrite un ensemble mégalithique monumental, le cairn de Petit Mont, construit en plusieurs phases durant le Néolithique, dont les chambres sont abondamment décorées de gravures.
Dans le livre III des Commentaires sur la guerre des Gaules, Jules César décrit la bataille navale contre les Vénètes. Si on accepte l'hypothèse que le port des Vénètes était Locmariaquer et que la bataille a eu lieu dans la baie de Quiberon, le témoin oculaire pourrait avoir été situé sur le Petit Mont, ou peut-être sur le Grand Mont. 